# Giovanni Battista Cremonini
Giovanni Battista Cremonini (V. 1550-1610) est un peintre italien de la Renaissance.
Né à Cento d’un père peintre, il fut surtout actif à Bologne. Il peignit essentiellement des fresques décoratives, aidé de son cousin Bartolommeo Ramenghi. Il fut également le maitre d’Odoardo Fialetti,. 
On retrouve ses peintures notamment dans les lieux suivants:
- Fresques de la Casa Lucchini
- Saint Jerome et Saint-Laurent, Chapelle de l’Annonciation, Basilique San Domenico (Bologne)
- Basilique San Francesco (Bologne)
- Colegio di Spagna (Bologne)
- Monastère de San Michele in Bosco (Bologne)[4].

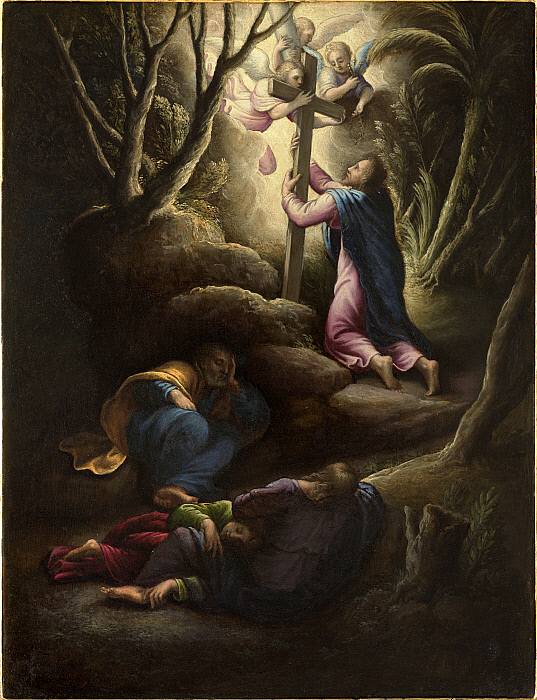
Giovanni Battista Cremonini, L'Agonie dans le Jardin, c. 1595, huile sur cuivre, 42.2 x 32 cm, Clark Art Institute